# ۰۳۲سی
۰۳۲c (به انگلیسی: 032c) یک مجله آلمانی با موضوع مد و پوشاک و هنر است که در سال ۱۹۹۹ توسط جورگ کخ و ساندرا فون مایر-میرتنهاین شروع به انتشار یافت.
همکاران شامل متیو بارنی، دیوید وودارد، هادی سلیمان، هانس-اولریخ ابریست، ولفگانگ تیلمنز و رم کولهاس است.
این مجله، با اینکه یک مجلهٔ فرهنگی آلمانی است اما به زبان انگلیسی است که سالانه دو بار در برلین منتشر می‌شود و تیراژ آن ۴۰۰۰۰ نسخه است؛ همچنین، در سال ۲۰۰۸، تعداد ۳۵۰۰۰ نسخه از آن در کشورهای غیر آلمانی زبان فروخته شد.
این مجله، زمینه‌های هنر و ادبیات، معماری، تحقیقات شهری و مد را پوشش می‌دهد. نام این مجلۀ فرهنگ،ی از کد نام یک رنگ قرمز روشن و پررنگ از پانتون (مقیاس رنگی که رنگ راهنمای صفحه اول است)، گرفته شده‌است.

## جوایز
در سال ۲۰۰۷ روزنامه‌های نیویورک تایمز و اینترنشنال هرالد تریبون این مجله را به‌عنوان «بهترین مجلهٔ جهان» انتخاب کردند؛ همچنین، این مجله در سال ۲۰۰۸ برندهٔ جایزهٔ لید شد.